# Béguinage de Hasselt
 (janvier 2017).
Si vous disposez d'ouvrages ou d'articles de référence ou si vous connaissez des sites web de qualité traitant du thème abordé ici, merci de compléter l'article en donnant les références utiles à sa vérifiabilité et en les liant à la section « Notes et références ».

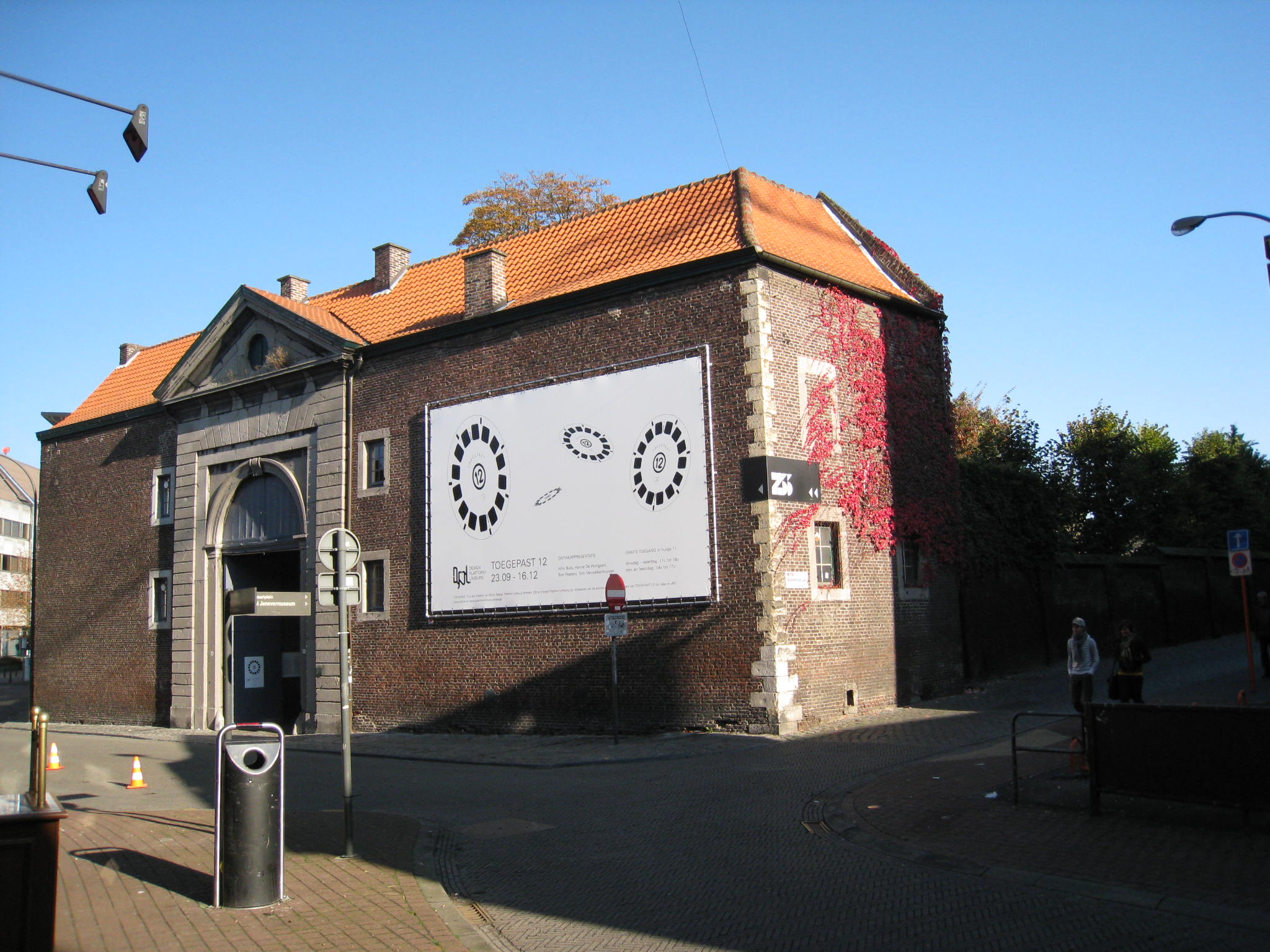

Le béguinage de Hasselt fut fondé au XIIIe siècle, à la périphérie du village de Hasselt, situé aujourd'hui en Belgique, dans la province de Limbourg. Il fut détruit par les guerres de religion et reconstruit intra-muros en 1571. Après la mort de la dernière béguine, les maisons ont servi à loger les nécessiteux.[réf. nécessaire] L'église fut détruite par un bombardement en 1944.

## Historique
Le béguinage est d'abord construit extra-muros dans la première moitié du XIIIe siècle, à proximité de l’abbaye de Herkenrode, à 5 km à vol d’oiseau à l’ouest-nord-ouest de Hasselt précisément. Ce béguinage est détruit lors des guerres de religion en 1567, et reconstruit intra-muros à partir de 1571. Il connaît une expansion au début du XVIIIe siècle, mais périclite rapidement au XIXe siècle. La dernière béguine disparaît en 1866.

## Patrimoine
Il reste peu de chose du béguinage de Hasselt. Après la disparition de la dernière béguine, la municipalité a utilisé une partie des maisons pour loger les nécessiteux, le restant des maisons, souvent encore construites en argile et bois, étant sujet au délabrement. L’église a été détruite par un bombardement en 1944, et seuls quelques vestiges au sol témoignent de son emplacement. Après la guerre, deux rangées de maisons, formant l’angle nord-est de la place, ont été restaurées. Elles sont datées du XVIIIe siècle (de 1707 pour les plus anciennes), dans le style mosan traditionnel. A également été conservée la porterie, dans l’angle sud-ouest.